# Tercera División de Chile 1992
El Campeonato Oficial de Tercera División de Chile de 1992 fue la 12º versión torneo de en categoría. Participaron 31 equipos que lucharon por obtener un cupo para la Segunda División, el que al final de la temporada recaería en el campeón Ñublense.

## Movimientos divisionales
| Pos | a Segunda División de Chile 1992 |
| --- | -------------------------------- |
| 1º  | Unión Santa Cruz (Campeón)       |

| Pos | a Tercera División de Chile 1992 |
| --- | -------------------------------- |
| 1º  | Chiprodal                        |
| 2º  | Deportes Gasco                   |

| Pos | Aceptados en Tercera División de Chile 1992 |
| --- | ------------------------------------------- |
| -   | Deportivo Flecha                            |
| -   | Mulchén Unido                               |

| Pos      | desde Segunda División de Chile 1991 |
| -------- | ------------------------------------ |
| 6º (LD)  | Ñublense                             |
| 7º (LD)  | Deportes Linares                     |
| 8º (LD)  | Cobreandino                          |
| 9º (LD)  | Deportes Ovalle                      |
| 10º (LD) | Lozapenco                            |

| Pos      | a Cuarta División de Chile 1992 |
| -------- | ------------------------------- |
| 8° (LDN) | Comercio de Llay-Llay           |
| 8° (LDS) | Juventud Chépica                |
| 9° (LDN) | Concón National                 |

| Pos      | Abandono de la Competencia.  |
| -------- | ---------------------------- |
| 1° (LDS) | Deportes La Unión (Disuelto) |

## Equipos participantes
| Equipo               | Ciudad                        |
| -------------------- | ----------------------------- |
| Barnechea            | Lo Barnechea                  |
| Chiprodal            | Graneros                      |
| Cobreandino          | Los Andes                     |
| Cía. de Teléfonos    | Pedro Aguirre Cerda, Santiago |
| Curicó Unido         | Curicó                        |
| Defensor Casablanca  | Casablanca                    |
| Deportes Gasco       | Estación Central              |
| Deportes Laja        | Laja                          |
| Deportes Maipo       | Maipo                         |
| Deportes Ovalle      | Ovalle                        |
| Deportes Rengo       | Rengo                         |
| Deportes Talcahuano  | Talcahuano                    |
| Deportivo Flecha     | La Ligua                      |
| Deportivo Valdivia   | Valdivia                      |
| Deportes Linares     | Linares                       |
| General Velásquez    | San Vicente de Tagua Tagua    |
| Goodyear             | Maipú                         |
| Iván Mayo            | Villa Alemana                 |
| Juventud Ferro       | Chimbarongo                   |
| Juventud Puente Alto | Puente Alto                   |
| Lozapenco            | Penco                         |
| Malleco Unido        | Angol                         |
| Mulchén Unido        | Mulchén                       |
| Municipal Las Condes | Las Condes                    |
| Municipal Talagante  | Talagante                     |
| Ñublense             | Chillán                       |
| San Antonio Unido    | San Antonio                   |
| San Luis             | Quillota                      |
| Santiago Morning     | Recoleta                      |
| Tricolor Municipal   | Paine                         |
| Unión Veterana       | Peumo                         |

## Primera fase
Los 31 equipos se dividieron en cuatro grupos configurado por cercanías geográficas, debiendo jugar todos contra todos en dos ruedas. Los cinco primeros de cada grupo clasificaron a una segunda fase para definir a los integrantes de la Liguilla de Ascenso. Los no clasificados deberán jugar Liguillas para no descender a Cuarta División.

### Grupo Centro-Norte
| Pos | Equipo              | PJ | PG | PE | PP | GF | GC | Dif | Pts |
| --- | ------------------- | -- | -- | -- | -- | -- | -- | --- | --- |
| 1   | San Luis            | 14 | 10 | 4  | 0  | 29 | 11 | 18  | 24  |
| 2   | Deportes Ovalle     | 14 | 8  | 5  | 1  | 38 | 12 | 26  | 21  |
| 3   | Santiago Morning    | 14 | 5  | 4  | 5  | 20 | 28 | -8  | 13  |
| 4   | Cobreandino         | 14 | 4  | 3  | 7  | 17 | 21 | -4  | 11  |
| 5   | Deportivo Flecha    | 14 | 4  | 3  | 7  | 18 | 24 | -6  | 11  |
| 6   | Iván Mayo           | 14 | 4  | 3  | 6  | 17 | 24 | -7  | 11  |
| 7   | Deportivo Gasco     | 14 | 2  | 6  | 6  | 21 | 24 | -3  | 10  |
| 8   | Defensor Casablanca | 14 | 4  | 1  | 9  | 18 | 34 | -16 | 9   |

PJ = Partidos Jugados; G = Partidos Ganados; E = Partidos empatados; P = Partidos perdidos; GF = Goles a favor; GC = Goles en contra; DIF = Diferencia de goles; Pts = Puntos

### Grupo Centro-Sur
| Pos | Equipo             | PJ | PG | PE | PP | GF | GC | Dif | Pts |
| --- | ------------------ | -- | -- | -- | -- | -- | -- | --- | --- |
| 1   | Curicó Unido       | 14 | 8  | 5  | 1  | 27 | 14 | 13  | 21  |
| 2   | Deportes Linares   | 14 | 8  | 3  | 3  | 28 | 18 | 10  | 19  |
| 3   | General Velásquez  | 14 | 7  | 2  | 5  | 33 | 20 | 13  | 16  |
| 4   | Unión Veterana     | 14 | 7  | 2  | 5  | 29 | 25 | 4   | 16  |
| 5   | Deportes Rengo     | 14 | 5  | 4  | 5  | 30 | 26 | 4   | 14  |
| 6   | Tricolor Municipal | 14 | 6  | 2  | 6  | 29 | 32 | -3  | 14  |
| 7   | Chiprodal          | 14 | 3  | 0  | 11 | 19 | 39 | -20 | 6   |
| 8   | Juventud Ferro     | 14 | 2  | 2  | 10 | 16 | 37 | -21 | 6   |

PJ = Partidos Jugados; G = Partidos Ganados; E = Partidos empatados; P = Partidos perdidos; GF = Goles a favor; GC = Goles en contra; DIF = Diferencia de goles; Pts = Puntos

### Grupo Centro
| Pos | Equipo               | PJ | PG | PE | PP | GF | GC | Dif | Pts |
| --- | -------------------- | -- | -- | -- | -- | -- | -- | --- | --- |
| 1   | Municipal Talagante  | 14 | 9  | 3  | 2  | 30 | 13 | 17  | 21  |
| 2   | Municipal Las Condes | 14 | 8  | 2  | 4  | 21 | 17 | 4   | 18  |
| 3   | San Antonio Unido    | 14 | 7  | 3  | 4  | 21 | 16 | 5   | 17  |
| 4   | Juventud Puente Alto | 14 | 5  | 4  | 5  | 24 | 22 | 2   | 14  |
| 5   | Cía. de Teléfonos    | 14 | 5  | 3  | 6  | 21 | 22 | -1  | 13  |
| 6   | Deportes Maipo       | 14 | 4  | 5  | 5  | 16 | 20 | -4  | 13  |
| 7   | Barnechea            | 14 | 2  | 5  | 7  | 13 | 21 | -8  | 9   |
| 8   | Goodyear             | 14 | 2  | 3  | 9  | 15 | 30 | -15 | 7   |

PJ = Partidos Jugados; G = Partidos Ganados; E = Partidos empatados; P = Partidos perdidos; GF = Goles a favor; GC = Goles en contra; DIF = Diferencia de goles; Pts = Puntos

### Grupo Sur
| Pos | Equipo              | PJ | PG | PE | PP | GF | GC | Dif | Pts |
| --- | ------------------- | -- | -- | -- | -- | -- | -- | --- | --- |
| 1   | Ñublense            | 12 | 6  | 2  | 4  | 26 | 15 | 11  | 14  |
| 2   | Deportes Laja       | 12 | 5  | 4  | 3  | 17 | 12 | 5   | 14  |
| 3   | Deportes Talcahuano | 12 | 4  | 5  | 5  | 19 | 15 | 4   | 13  |
| 4   | Deportivo Valdivia  | 12 | 6  | 1  | 5  | 16 | 16 | 0   | 13  |
| 5   | Malleco Unido       | 12 | 6  | 1  | 5  | 13 | 13 | 0   | 13  |
| 6   | Mulchén Unido       | 12 | 4  | 3  | 5  | 12 | 14 | -2  | 11  |
| 7   | Lozapenco           | 12 | 1  | 4  | 7  | 13 | 31 | -18 | 6   |

PJ = Partidos Jugados; G = Partidos Ganados; E = Partidos empatados; P = Partidos perdidos; GF = Goles a favor; GC = Goles en contra; DIF = Diferencia de goles; Pts = Puntos
|  | Pasa a la Segunda fase      |
|  | Pasa a Liguilla de Descenso |

## Segunda fase
Los 20 equipos que finalmente clasificaron a esta etapa se dividen en dos grupos. Los dos primeros pasan al cuadrangular por el Ascenso, y el resto asegura su permanencia por una temporada más en Tercera División.

### Grupo Centro - Norte
| Pos | Equipo                 | PJ | PG | PE | PP | GF | GC | Dif | Pts |
| --- | ---------------------- | -- | -- | -- | -- | -- | -- | --- | --- |
| 1   | San Luis               | 18 | 10 | 7  | 1  | 43 | 16 | +27 | 27  |
| 2   | Deportes Ovalle        | 18 | 10 | 6  | 2  | 29 | 15 | +14 | 26  |
| 3   | Municipales Las Condes | 18 | 7  | 10 | 1  | 30 | 18 | +12 | 24  |
| 4   | Municipal Talagante    | 18 | 7  | 7  | 4  | 26 | 19 | +7  | 21  |
| 5   | San Antonio Unido      | 18 | 5  | 7  | 6  | 22 | 30 | -8  | 17  |
| 6   | Juventud Puente Alto   | 18 | 6  | 4  | 8  | 28 | 33 | -5  | 16  |
| 7   | Cobreandino            | 18 | 6  | 4  | 8  | 20 | 27 | -7  | 16  |
| 8   | Santiago Morning       | 18 | 5  | 4  | 9  | 23 | 33 | -10 | 14  |
| 9   | Cía de Teléfonos       | 18 | 4  | 4  | 10 | 21 | 31 | -10 | 12  |
| 10  | Iván Mayo              | 18 | 2  | 3  | 13 | 19 | 39 | -20 | 7   |

PJ = Partidos Jugados; G = Partidos Ganados; E = Partidos empatados; P = Partidos perdidos; GF = Goles a favor; GC = Goles en contra; DIF = Diferencia de goles; Pts = Puntos

### Grupo Centro - Sur
| Pos | Equipo              | PJ | PG | PE | PP | GF | GC | Dif | Pts |
| --- | ------------------- | -- | -- | -- | -- | -- | -- | --- | --- |
| 1   | Ñublense            | 18 | 11 | 5  | 2  | 32 | 8  | +24 | 27  |
| 2   | Curicó Unido        | 18 | 9  | 7  | 2  | 33 | 16 | +17 | 25  |
| 3   | Deportivo Valdivia  | 18 | 10 | 4  | 4  | 44 | 27 | +17 | 24  |
| 4   | General Velásquez   | 18 | 7  | 7  | 4  | 32 | 30 | +2  | 21  |
| 5   | Deportes Laja       | 18 | 6  | 6  | 6  | 22 | 32 | +10 | 18  |
| 6   | Deportes Rengo      | 18 | 6  | 5  | 7  | 27 | 30 | -3  | 17  |
| 7   | Deportes Talcahuano | 18 | 5  | 6  | 7  | 22 | 35 | -3  | 16  |
| 8   | Malleco Unido       | 18 | 4  | 6  | 8  | 27 | 25 | -2  | 14  |
| 9   | Unión Veterena      | 18 | 3  | 5  | 10 | 19 | 45 | -26 | 11  |
| 10  | Deportes Linares    | 18 | 2  | 3  | 13 | 21 | 41 | -20 | 7   |

PJ = Partidos Jugados; G = Partidos Ganados; E = Partidos empatados; P = Partidos perdidos; GF = Goles a favor; GC = Goles en contra; DIF = Diferencia de goles; Pts = Puntos
|  | Clasifica a la Liguilla Final |

## Liguilla final
En este cuadrangular, el equipo que obtenga la mayor cantidad de puntos se titulará como Campeón del Torneo de Tercera División 1992 y ascenderá a Segund División.

### Tabla de posiciones
| Pos | Equipo          | PJ | PG | PE | PP | GF | GC | Dif | Pts |
| --- | --------------- | -- | -- | -- | -- | -- | -- | --- | --- |
| 1   | Ñublense        | 3  | 1  | 2  | 0  | 7  | 5  | +2  | 4   |
| 2   | Deportes Ovalle | 3  | 0  | 3  | 0  | 3  | 3  | 0   | 3   |
| 3   | Curicó Unido    | 3  | 0  | 3  | 0  | 3  | 3  | 0   | 3   |
| 4   | San Luis        | 3  | 0  | 2  | 1  | 3  | 5  | -2  | 2   |

PJ = Partidos Jugados; G = Partidos Ganados; E = Partidos empatados; P = Partidos perdidos; GF = Goles a favor; GC = Goles en contra; DIF = Diferencia de goles; Pts = Puntos
|  | Campeón. Asciende a Segunda División |

| Campeón Ñublense            |
| Asciende a Segunda División |

## Liguillas de descenso
Los 10 Equipos que quedaron relegados a las liguillas de descenso fueron divididos en 2 Grupos Zonales, los 2 últimos equipos de cada grupo pasarían a jugar la liguilla final de descenso para la Cuarta División

### Grupo Centro-Norte
| Pos | Equipo              | PJ | PG | PE | PP | GF | GC | Dif | Pts |
| --- | ------------------- | -- | -- | -- | -- | -- | -- | --- | --- |
| 1   | Defensor Casablanca | 10 | 6  | 1  | 3  | 25 | 21 | +4  | 13  |
| 2   | Barnechea           | 10 | 3  | 6  | 1  | 22 | 13 | +9  | 12  |
| 3   | Deportes Maipo      | 10 | 3  | 5  | 2  | 21 | 19 | +2  | 11  |
| 4   | Deportes Flecha     | 10 | 4  | 2  | 4  | 19 | 22 | -3  | 10  |
| 5   | Deportes Gasco      | 10 | 3  | 2  | 5  | 17 | 21 | -4  | 8   |
| 6   | Deportes Good Year  | 10 | 1  | 4  | 5  | 15 | 23 | -8  | 6   |

PJ = Partidos Jugados; G = Partidos Ganados; E = Partidos empatados; P = Partidos perdidos; GF = Goles a favor; GC = Goles en contra; DIF = Diferencia de goles; Pts = Puntos

### Grupo Sur
| Pos | Equipo             | PJ | PG | PE | PP | GF | GC | Dif | Pts |
| --- | ------------------ | -- | -- | -- | -- | -- | -- | --- | --- |
| 1   | Lozapenco          | 8  | 4  | 2  | 1  | 22 | 13 | +9  | 13  |
| 2   | Mulchén Unido      | 8  | 4  | 1  | 2  | 26 | 9  | +17 | 9   |
| 3   | Tricolor Municipal | 8  | 4  | 1  | 2  | 18 | 15 | +3  | 9   |
| 4   | Chiprodal          | 8  | 2  | 2  | 3  | 9  | 21 | -12 | 6   |
| 5   | Juventud Ferro     | 8  | 1  | 0  | 7  | 8  | 25 | -17 | 2   |

PJ = Partidos Jugados; G = Partidos Ganados; E = Partidos empatados; P = Partidos perdidos; GF = Goles a favor; GC = Goles en contra; DIF = Diferencia de goles; Pts = Puntos
|  | Pasa a la Liguilla Final de Descenso |

## Liguilla final de descenso
| Pos | Equipo             | PJ | PG | PE | PP | GF | GC | Dif | Pts |
| --- | ------------------ | -- | -- | -- | -- | -- | -- | --- | --- |
| 1   | Deportes Good Year | 6  | 3  | 2  | 1  | 9  | 6  | +3  | 8   |
| 2   | Deportes Gasco     | 5  | 3  | 1  | 1  | 8  | 7  | +1  | 7   |
| 3   | Juventud Ferro     | 7  | 1  | 3  | 3  | 9  | 10 | -1  | 5   |
| 4   | Chiprodal          | 6  | 1  | 2  | 3  | 9  | 12 | -3  | 4   |

PJ = Partidos Jugados; G = Partidos Ganados; E = Partidos empatados; P = Partidos perdidos; GF = Goles a favor; GC = Goles en contra; DIF = Diferencia de goles; Pts = Puntos
|  | Desciende a Cuarta División de Chile |